# Strzeszyn (gmina Borne Sulinowo)
Strzeszyn – osada w Polsce położona w województwie zachodniopomorskim, w powiecie szczecineckim, w gminie Borne Sulinowo, 1,5 km na północ od drogi krajowej nr 20 ze Stargardu do Gdyni. Miejscowość wchodzi w skład sołectwa Łubowo.
Wieś leży w centrum Pojezierza Drawskiego, w rynnie jeziornej pomiędzy jeziorami Brody (powierzchnia – 67-73,62 ha, max głębokość – 22,7 m) i Strzeszyn (powierzchnia – 67,57 ha, max głębokość – 12,4 m). Jezioro Brody posiada piękny, szmaragdowy kolor wody, będący efektem kredowego podłoża. Okolice wsi to lasy, pagórki oraz jeziora.
Przez Strzeszyn przebiega szlak kajakowy, rowerowy oraz konny.